# 노야브리스크

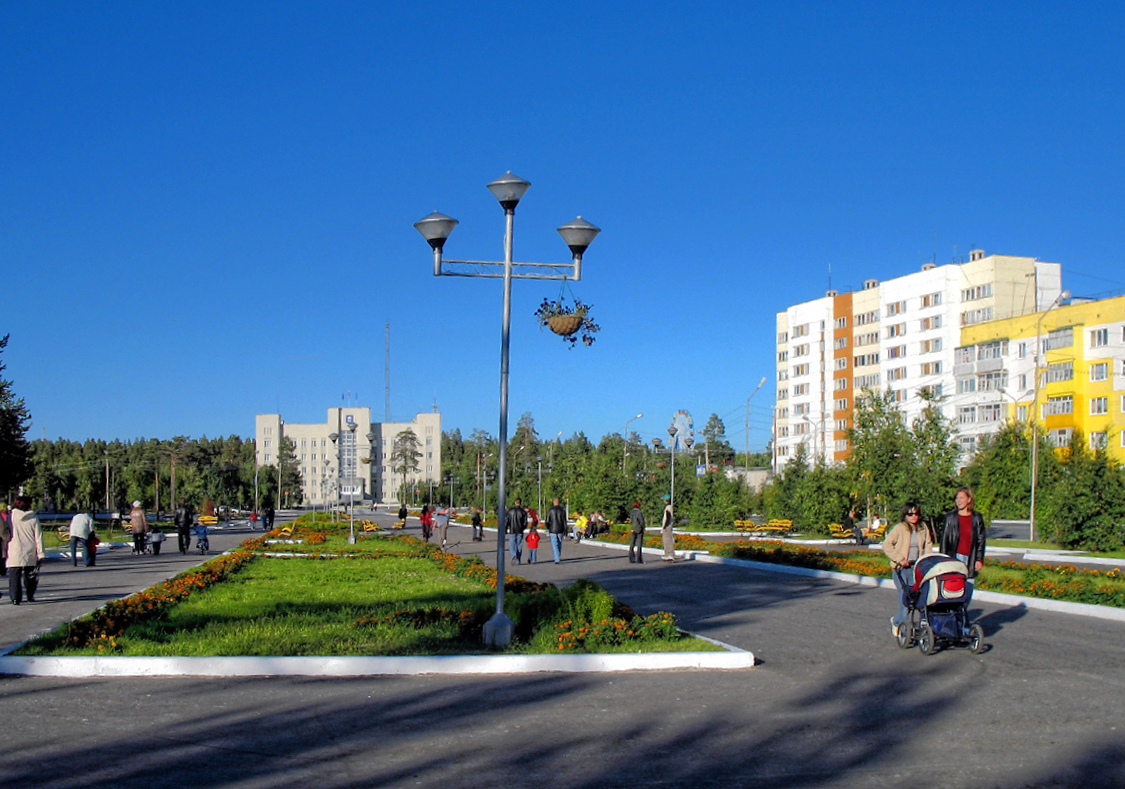
노야브리스크 광장

노야브리스크(러시아어: Ноя́брьск)는 야말로네네츠 자치구에서 가장 큰 도시이며, 10만 명의 인구가 거주한다. 튜멘에 위치해 있으며, 북쪽으로 300km 지점에 수르구트가 위치해 있다.

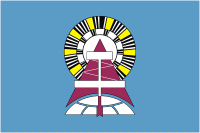
시기
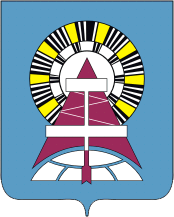
시 문장

## 자매 도시
- 우크라이나 코로스텐 (1999)